# Jean-Marie Trappeniers
Jean-Marie Trappeniers (Vilvoorde, 13 de gener de 1942 - 2 de novembre de 2016) fou un futbolista belga de les dècades de 1960 i 1970.
Fou 11 cops internacional amb la selecció belga de futbol, amb la qual disputà la Copa del Món de futbol de 1970. Pel que fa a clubs, destacà defensant els colors del RSC Anderlecht, Union Saint-Gilloise, Royal Antwerp F.C. i Eendracht Aalst.